# Dick Tracy (banda sonora)
Esta banda sonora pertenece a la película de 1990 Dick Tracy dirigida por  Warren Beatty y protagonizada por Beatty, Madonna y Al Pacino y presenta a diferentes artistas como Ice T, Erasure, Al Jarreau, K.d. lang y Jerry Lee Lewis haciendo temas en su mayoría, con el estilo de la década de 1930.

## Lista de temas
| Artista                   | Canción                                                   | Banda | Autores                            | Duración |
| ------------------------- | --------------------------------------------------------- | --- | ---------------------------------- | -------- |
| k.d. lang and Take 6      | Ridin' The Rails                                          | Arreglado por:Mervin Warren Banjo:Lars Edgegran Bajo:Carl LeBlanc Percusión:John E. Robichaux Guitarra:Richard Payne Piano:Andy Paley y Jeanette Kimball | A.Paley-N.Claflin                  | 2:17     |
| Jeff Vincent y Andy Paley | Pep, Vim and Verve                                        | Arreglado por:Bill Elliot Coros:Bill Elliott, Caralyn Percy, Cecilia Cavicchio, Maddie Sifantous, Suzanne Boucher, Tarzan Piano:Andy Paley | B.Elliot/N.claflin/A.Paley         | 3:21     |
| Jerry Lee Lewis           | It Was The Whiskey Talkin' (Not Me)                       | Banjo:Yoshihiro Arita Armónica:Michael Turk Lap Steel:Robert O. Turner Mandolina:John Curtis Piano:Jerry Lee Lewis Tuba:Stuart Gunn Violin:Matthew Glaser | M.Kernan/J.Paley/N.Claflin/A.Paley | 3:39     |
| Brenda Lee                | You're In The Doghouse Now                                | Clarinete:Craig Ball Saxo:David Brandford Saxo Tenor:Joel Peskin Trompeta:David Whitney Ukulele:Neil LeVang | M.Kernan/J.Lass/N.Claflin/A.Paley  | 1:58     |
| Andy Paley                | Some Lucky Day                                            | Arreglado por:Michael Kernan Trompeta:David Whitney | M.Kernan/A.Paley                   | 2:33     |
| Tommy Page                | Blue Nights                                               | Clarinete:Gene Cipriano, Ronny Lang Contrabajo:John Leitham Arpa:Gayle Levant Ukulele:Neil LeVang | J.Paley/J.Lass/A.Paley             | 2:44     |
| August Darnell            | Wicked Woman, Foolish Man                                 | | J.Paley/J.Lass/N.Claflin/A.Paley   | 2:12     |
| Patti Austin              | The Confidence Man                                        | Banjo:Michael Kernan Bajo:Allen Jackson Guitarra:Ron Anthony Tuba:James Self | J.Lass/N.Claflin/A.Paley           | 2:23     |
| Erasure                   | Looking Glass Sea                                         | Coros:Jackie Ward Smith, Sally Stevens y Scottie Haskell Campanas tubulares:Andy Paley Clarinete y flautín:Gene Cipriano Contrabajo:John Leitham Flauta:Ronny Lang Guitarra:Neil LeVang Arpa:Gayle Levant | Vince Clarke/Andy Bell             | 2:45     |
| Ice-T                     | Dick Tracy                                                | Coros:Barry Marshall y Patty Barkas Sonidos y voz de personaje:Jeff Lass | J.Lass/A.Paley                     | 2:37     |
| LaVern Baker              | Slow Rollin' Mama                                         | Banjo:Michael Kernan Tuba:James Self | B.Marshall/D.Pomus/A.Paley         | 2:24     |
| Al Jarreau                | Rompin' & Stompin'                                        | Arreglado por:Derek Wadsworth y Jeff Vincent Bajo:Lennie Bush Percusión:Harold Fisher Ingeniero:Roger Wake The Derek Wadsworth Orchestra:Guitarra:Colin Green Piano:Ronnie Price Saxo:Eddie Mordue, Ray Warleigh, Roy Willox, Stan Sulzmann, Vic Ash Trombón:Bobby Lamb, Chris Pyne, Steve Saunders Trompeta:Bert Ezzard, Colin Smith, Derek Healey, Tony Fisher Voces:Kay Garner, Stephanie De'sykes, Victy Silva | J.Vincent/N.Claflin                | 2:05     |
| Darlene Love              | Mr. Fix-It (1930's Version)                               | Coros:Jonathan Paley Contrabajo:Allen Jackson Guitarra:Ron Anthony Tuba:James Self | J.Lass/A.Paley                     | 2:50     |
| Darlene Love              | Mr. Fix-It                                                | Coros:Darlene Love Bajo:Russell Keyes Guitarra:Bobby B. Keyes Órgano:Larry Luddecke Piano, Vibráfono, campanas tubulares, percusión:Andy Paley | A.Paley                            | 3:15     |
| Jerry Lee Lewis           | It Was The Whiskey Talkin' (Not Me) (Rock & Roll Version) | Bajo:Russell Keyes Guitarra:Bobby B. Keyes Piano:Jerry Lee Lewis Guitarra rítmica:Andy Paley | M.Kernan/J.Paley/N.Claflin/A.Paley | 2:55     |
| Ice-T                     | Dick Tracy                                                | Coros:Barry Marshall y Patty Barkas Remezcla, productor adicional:Brian Malouf, Kevin Gilbert Sonidos:Jeff Lass | J.Lass/A.Paley                     | 5:28     |